# Шигалово
Шигалово — деревня в Калининском районе Тверской области. Относится к Никулинскому сельскому поселению.
Расположена в сосновом лесу к западу от Твери, рядом с деревней Опарино.
Бывшая деревня, в Советское время здесь был пионерлагерь «Березка». Сейчас опять числится деревней.